# Magilus
Genre
Synonymes
- Campulotus Guettard,  1770[1]

Magilus est un genre de mollusques gastéropodes de la famille des Muricidae.

## Liste d'espèces
Selon World Register of Marine Species (21 mars 2021) :
- Magilus antiquus Montfort, 1810
- Magilus costatus G. B. Sowerby II, 1872
- Magilus globulosus G. B. Sowerby II, 1872
- Magilus lankae Deraniyagala, 1968
- Magilus latens Bozzetti, 2011
- Magilus microcephalus G. B. Sowerby II, 1872
- Magilus solidiuscula G. B. Sowerby II, 1872
- Magilus sowerbyi Massin, 1982